# Шампањ ан Валроме
Шампањ ан Валроме (фр. Champagne-en-Valromey) је насељено место у Француској у региону Рона-Алпи, у департману Ен (Рона-Алпи).
По подацима из 2011. године у општини је живело 771 становника, а густина насељености је износила 42,46 становника/km².

## Демографија
| 1962. | 1968. | 1975. | 1982. | 1990. | 2011. |
| ----- | ----- | ----- | ----- | ----- | ----- |
| 695   | 720   | 687   | 714   | 667   | 771   |